# Theodor Wollschack
Theodor Wollschack (23. května 1855 Jihlava – 9. ledna 1945 Šumperk), byl československý politik německé národnosti a meziválečný poslanec Národního shromáždění za DNSAP.

## Biografie
Vystudoval obor historie a germanistika na Vídeňské univerzitě. Od roku 1898 působil coby pedagog na německém gymnáziu v Šumperku.

Původně se angažoval v sociálně demokratickém hnutí. Ve volbách do Říšské rady roku 1901 kandidoval neúspěšně do Říšské rady za kurii venkovských obcí, obvod Děčín, Podmokly, Benešov, Česká Kamenice atd. Tehdy jako kandidát rakouské sociální demokracie. Za sociální demokracii kandidoval i ve volbách do Říšské rady roku 1907. Zvolen ovšem nebyl.
Po roce 1918 přešel na nacionálně socialistické pozice. Napsal několik národohospodářských a historických studií pod pseudonymem T. W. Teifen. Podle údajů k roku 1926 byl povoláním profesorem ve výslužbě v Šumperku. Za DNSAP zasedal v šumperské městské radě.
V parlamentních volbách v roce 1925 získal za Německou národně socialistickou stranu dělnickou (DNSAP) poslanecké křeslo v Národním shromáždění.